# José Domingo Pérez
José Domingo Pérez Gómez (Miraflores, 15 de diciembre de 1976) es un abogado peruano que ocupa el cargo de fiscal titular de la Primera Fiscalía Provincial Corporativa Especializada en Delitos de Corrupción de Funcionarios de Lima. Es conocido sobre todo por su lucha contra la corrupción política en el Perú.

## Biografía
Estudió en el colegio La Salle de la ciudad de Arequipa. Es abogado por la Universidad Católica de Santa María de Arequipa, magíster en derecho constitucional por la misma universidad, magíster en derecho con orientación en ciencias penales por la Universidad José Carlos Mariátegui, magíster en gestión pública por la Universidad ESAN y magíster en derecho empresarial por la Universidad Católica de Santa María.
Es profesor universitario de la Universidad José Carlos Mariátegui, la Pontificia Universidad Católica del Perú y de la Escuela del Ministerio Público.

## Carrera profesional
José Domingo Pérez empezó su carrera en el Ministerio Público en el 2005 como fiscal adjunto titular en la fiscalía provincial mixta de Maynas, del Departamento de Loreto. Posteriormente también representó al Ministerio Público en los Departamentos de La Libertad, Moquegua y Lima.
Algunos de los casos, parte de ellos relacionados con la corrupción, a cargo del Fiscal:
- Caso Sarmiento Soto - Camargo Correa: La Fiscalía investigó si la empresa brasileña Camargo Correa canalizó irregulares pagos a favor del exfuncionarios públicos peruanos. Entre ellos habría estado el exdirector de la compañía estatal Sedapal y el fallecido exministro de Vivienda, Construcción y Saneamiento, Juan Sarmiento Soto, a través de cuentas bancarias abiertas a nombre de familiares políticos que tendrían calidad de testaferros.
- Caso Interoceánica Sur Tramos II y III: El Ministerio Público investigó los sobornos que la empresa brasileña Odebrecht realizó por el proyecto de la Carretera Interoceánica; según el ex directivo de la empresa en el Perú, Jorge Barata, hubo un supuesto pago de 31 millones de dólares en sobornos al expresidente Alejandro Toledo que tenía como intermediarios al empresario peruano-israelí, Josef Maiman y a su exjefe de seguridad, Abraham Dan On. Además se investiga si funcionarios de Provias y del Ministerio de Transporte de su gobierno fueron favorecidos en la licitación, junto con empresarios de empresarios de la construcción que participaron del proyecto.
- Caso Decreto de Urgencia: El Ministerio Público se encargó de analizar los sobornos que la empresa brasileña Odebrecht realizó por el proyecto de la Carretera Interoceánica y por la obra de la Línea 1 del Metro de Lima; según la hipótesis fiscal, el expresidente Alan García junto con sus exministros de transportes, Enrique Cornejo; y de producción, Luis Nava Guibert en complicidad del ex director de Petro-Perú, Miguel Atala fueron beneficiados por las obras que la empresa brasileña realizó en el Perú. Además se investiga a funcionarios del Ministerio de Transportes del segundo gobierno aprista, junto con algunos empresarios que supuestamente habrían actuado de testaferros, entre los cuales se encuentra la última pareja de García, Roxanne Cheesman.
- Caso Metro de Lima - Línea 1: La fiscalía investigó el papel que desarrollaron los ejecutivos de las empresas socias de Odebrecht dentro de la concesión de la Línea 1 del Metro de Lima; las autoridades han descubierto que las empresas Graña y Montero, JJC Contratistas e ICCGSA habrían pagado sobornos por la licitación del Metro de Lima, entre los principales investigados se encuentran los ejecutivos de la constructora, Graña y Montero: José Graña y Hernando Graña, así como otros ejecutivos de las mencionadas empresas.
- Caso Rutas de Lima - Revocatoria 2013: El Ministerio Público investiga los sobornos que la empresa brasileña Odebrecht realizó por el proyecto de los peajes de "Rutas de Lima" que estaba a cargo de la Municipalidad Metropolitana de Lima en la gestión de la exalcaldesa Susana Villarán; según el ex director de Odebrecht en Perú, Jorge Barata; la empresa habría realizado un aporte económico de 3 millones de dólares para financiar la campaña del NO a la Revocatoria del 2013 que tenía como finalidad destituir a la entonces alcaldesa y a sus regidores, el aporte habría sido realizado con la finalidad de no perder el contrato de concesión que la empresa tenía con la Alcaldía. Entre los investigados se encuentra la misma ex exalcaldesa Susana Villarán; el ex gerente municipal, José Miguel Castro; el ex regidor Marco Zeballos; el ex gerente de seguridad ciudadana, Gabriel Prado, entre otros funcionarios del municipio limeño de la gestión Villarán.
- Caso Tren Eléctrico: La fiscalía investiga los sobornos que la empresa habría realizado para obtener la licitación del Metro de Lima y Callao; según los ejecutivos de Odebrecht, habrían realizado depósitos millonarios a los miembros del comité de licitación para que la obra fuera adjudica a Odebrecht, en complicidad con el ex viceministro de transportes, Jorge Cuba, quien supuestamente habría recibido el dinero a través de intermediarios como su expareja sentimental, la ex voleibolista nacional, Jessica Tejada, entre otros.
- Caso Westfield - Firts Capital: El Ministerio Público analizó los millonarios depósitos que la empresa Odebrecht habría realizado al expresidente Pedro Pablo Kuczynski por supuestas consultorías que sus empresas habrían realizado para las concesiones del proyecto de la Carretera Interoceánica y el Proyecto Olmos cuando este se desempeñaba como ministro de economía y presidente del consejo de ministros del gobierno del expresidente, Alejandro Toledo. En la presente investigación se encuentran inluidos el ex socio empresarial del expresidente, Gerardo Sepúlveda y el personal de confianza del mandatario como su secretaria personal y su chofer.
- Caso Interoceánica Sur - Colusión: La Fiscalía revisó si los entonces miembros del gobierno del expresidente Alejandro Toledo concertaron reuniones con representantes de las empresas brasileñas y si estas han sido beneficiadas o favorecidas por algún trato especial, entre los miembros investigados más conocidos se encuentran el expresidente, Pedro Pablo Kuczynski, en su condición de exministro de economía (2004-2005); los exministros: René Cornejo, entonces director de PROVIAS Nacional; José Ortiz Rivera, exministro de transportes; Fernando Olivera, exministro de justicia y de relaciones exteriores; el expresidente del Congreso: Carlos Ferrero; el exministro de economía, Fernando Zavala, etc.
- Caso Pro Inversión - Zeballos: El Ministerio Público investigó si el entonces director de Pro-Inversión, Juan Carlos Zeballos fue beneficiado económicamente por la empresa brasileña Odebrecht, para darles facilidades en la concesión de la Carretera Interoceánica. Los ex directivos de Odebrecht han admitido públicamente que la empresa habría sobornado a Zeballos para obtener facilidades en la concesión de la carretera interoceánica. Entre los otros investigados se encuentran funcionarios de Pro-Inversión de la gestión de Zeballos al frente de este organismo.
- Caso Grupo Monteverde Bussalleu: La Fiscalía comprobó si el empresario Gonzalo Monteverde habría actuado como el cajero de la empresa Odebrecht junto con sus empresas para lavar el dinero que ingresaba desde Brasil al Perú que eran destinados para pagar los sobornos a funcionarios públicos, entre otros investigados se encuentran los socios de sus empresas y algunos de los trabajadores del Grupo Monteverde.
- Caso Cocteles: El Ministerio Público investigó si la lideresa del Partido Fuerza Popular, Keiko Fujimori habría recibido dinero para su campaña presidencial del 2011 y del 2016 de procedencia ilegal proveniente de empresas brasileñas o peruanas; el ex directivo de Odebrecht en Perú, Jorge Barata ha indicado que para la campaña presidencial del 2011 han aportado una gran suma de dinero y que este fue recibido por el exministro de la presidencia, Jaime Yoshiyama, quien se desempaña como Secretario General del Partido, y a Augusto Bedoya Camere, exministro de transportes y entonces secretario de economía del partido. Asimismo, se ha descubierto que otras empresas tanto peruanas como nacionales habrían aportado dinero de forma irregular a ambas campañas electorales, supuestamente con la coordinación de Keiko Fujimori. Entre otros investigados se encuentran miembros del Comité Ejcutivo Nacional del Partido como el ex secretario general y ex director del Banco Central, José Chlimper; los asesores personales de Keiko Fujimori como Ana Hertz, Pier Figari, Vicente Silva Checa; el exesposo de Keiko Fujimori, Mark Vitto, etc. El juicio oral se inició en 2024.[4]
- Caso Fundación y Asociación Amigos de Lima: La Fiscalía tomó el testimonio del ex gerente Municipal, José Miguel Castro, quien se encuentra procesado en el caso y se ha acogido a la colaboración eficaz, indicando que el dinero que la empresa brasileña Odebrecht entregó para la campaña del NO a la Revocatoria de la exalcaldesa, Susana Villarán, fue entregado a diversos dirigentes, funcionarios y allegados de la exalcaldesa, así como de los miembros de la Asociación Amigos de Lima que estaba participando de la campaña, entre los principales investigados se encuentran la ex congresista y entonces regidora de Lima, Marisa Glave; la exministra y activista de campaña, Anel Towsend, el exministro de Defensa y entonces consultor de campaña, Jorge Nieto Montesinos, entre otros personajes.

## Trayectoria fiscal
En Moquegua, fue fiscal provincial penal corporativo de la provincia de Mariscal Nieto de 2008 a 2011, estuvo a cargo de las investigaciones por el Moqueguazo, cuando en el 2008 casi 60 policías fueron retenidos por los manifestantes. Producto de esta investigación solicitó 35 años de cárcel para la exgobernadora regional Cristala Constantinides, investigó también a Zenón Cuevas Pare y al entonces gobernador Martín Vizcarra.
En Lima, como fiscal anticorrupción titular ha sido responsable de las investigaciones sobre el empresario dominicano Fortunato Canaán y el exministro aprista Rómulo León Alegría por el Caso Petroaudios, para quienes pidió cinco años y cuatro meses de prisión.
Durante un tiempo, investigó la compra de testigos en el Caso Madre Mia, que involucró al expresidente, Ollanta Humala y a su entorno militar de confianza. Luego este caso fue derivado a otro despacho por la Fiscalía de la Nación.
A cargo de la fiscalía anticorrupción inició las investigaciones sobre el contrato para la construcción de la autopista Línea Amarilla y sobre el Caso Chinchero, por la adenda suscrita entre el Gobierno y el Consorcio Kuntur Wasi sobre el contrato de construcción del aeropuerto de Chinchero. En noviembre de 2018, el entonces Fiscal de la Nación, Pedro Chávarry, lo retiró del Caso por supuestamente no haber actuado con mayor firmeza e investigación.

### Primeros años de fiscal del Caso Lava Jato
Como parte del Equipo Especial del Ministerio Público, el fiscal ha desarrollado investigaciones sobre lavado de activos, investigando a la ex primeras damas, Keiko Fujimori (Cocteles) y Nadine Heredia (Gaseoducto), pero también sobre los expresidentes Pedro Pablo Kuczynski, Alan García y Alejandro Toledo por los sobornos del Caso Odebrecht y además del financiamiento ilícito de sus campañas electorales.
En diciembre de 2017, allanó los locales partidarios del Partido Fuerza Popular, en el marco de las investigaciones a la Lidereza de Oposición, Keiko Fujimori.
En febrero de 2018, interrogo al exrepresentante de Odebrecht en el Perú, Jorge Barata, quien le confesó haber aportado ilegalmente a todas las campañas electorales de 2006 y 2011.
El 24 de julio de 2018, es nombrado fiscal integrante del Equipo Especial sobre los sobornos del Caso Lava Jato en nuestro país, por el Fiscal Superior, Rafael Vela
En el Caso Metro de Lima, pidió, a mediados de octubre de 2018, la detención preliminar de dos funcionarios vinculados a sobornos por parte de la brasileña Odebrecht. Incluso pidió la prolongación de la Cárcel Preventiva del Ex Viceministro, Jorge Cuba y varios exfuncionarios del Ministerio de Transportes.
Durante el mes de octubre, pidió la detención de la Líder Opositora, Keiko Fujimori y de 19 personas más, entre ellas, los exministros del régimen de su padre, Jaime Yoshiyama y Augusto Bedoya, de la ex congresista, Aurora Torrejón, de los tesoreros, asesores y personas ligadas al Partido, Fuerza Popular, además del allanamiento de los inmuebles de todos los involucrados. Esta decisión fue revertida por el Poder Judicial, siete días después.
Más tarde pidió la prisión preventiva para 11 personas vinculadas al Comité Ejecutivo Nacional del Partido Fuerza Popular, la líder del Partido, Keiko Fujimori; sus asesores políticos, Ana Hertz, Pier Figari; su secretaria personal, Carmela Paucara; los Tesoreros de su partido, Adriana Tarazana y Luis Mejia Lecca; el exoperador político de Vladimiro Montesinos, Vicente Silva Checa; además de los exministros del régimen de su padre, Jaime Yoshiyama y Augusto Bedoya, entre otras personas del entorno de Keiko Fujimori y su esposo, Mark Vito, como los empresarios, Jorge Yoshiyama y Giancarlo Bertini Vivanco. Acusados de Lavado de Activos en relación con el dinero ilícito de la Brasileña Odebrecht y otras actividades del empresariado.
Allanó el estudio de abogados, "Ore Guardia" ligado al partido Fuerza Popular por el delito de obstrucción a la justicia; tras ello, pidió la comparecencia con restricciones para seis abogados vinculados a Fuerza Popular, entre ellas, Giuliana Loza, abogada de Fujimori y su esposo. Después ordenó el impedimento de salida del país para el esposo de Keiko Fujimori, el empresario estadounidense, Mark Vitto, y para varios supuestos aportantes. Domingo Pérez recibió el respaldo de la Asociación de Fiscales de Perú.
En el mes de noviembre, pidió el impedimento de salida del país para el expresidente peruano, Alan García, acusado de Lavado de Activos, Tráfico de Influencias y Colusión, por sus vínculos con Odebrecht.

### Suspensión del cargo por Pedro Chávarry
En el mes de diciembre, es separado del cargo del equipo especial, junto a su jefe, el Fiscal Coordinador de Lavado de Activos, Rafael Vela; por el cuestionado Fiscal de la Nación, Pedro Chávarry. Después de tres días, es repuesto en su cargo tras diversas críticas al Fiscal de la Nación. Además de las marchas de diversos sectores políticos y sociales que exigían su retorno y el de Rafael Vela. Acusando a Pedro Chávarry de tener vínculos con el Partido, Fuerza Popular y el Partido Aprista Peruano, Chávarry finalmente renunció al cargo de Fiscal de la Nación.
Después de su retorno, allanó con una orden judicial, las oficinas de los asesores de Pedro Chávarry por ocultar información relacionada con la investigación que se le seguía a Fuerza Popular, pero tras no obtener la orden en mano, se tuvo que suspender la diligencia que fue aprovechada por el Fiscal Pedro Chávarry con sus agentes de seguridad y asesores para deslacrarla y sacar todos los documentos incautados por los fiscales, hecho que quedó registrado con las cámaras de seguridad del Ministerio Público. Tras descubrirse esto, el Poder Judicial prohibió su salida del país por 9 meses tras haber incurrido en los delitos de encubrimiento real e invadir una propiedad lacrada por la justicia.

### Investigación de involucrados a Odebrecht y otros casos
En el mes de marzo, interrogo a exejecutivos de la empresa Brasileña Odebrecht, quienes le revelaron datos reveladores para sus investigaciones, por ejemplo:
- El contrato ficticio del expresidente Alan García para una conferencia de $100 mil dólares
- Los $45 millones de dólares en sobornos por la Carretera Interoceánica
- Los $24 millones de dólares en sobornos por el Metro de Lima.
- Los aportes de campañas a candidatos presidenciales y congresistas de la República
- La Ruta del soborno de 20 millones del expresidente, Alejandro Toledo
- El papel del denominado doleiro peruano, Gonzalo Monteverde y sus empresas con la brasileña Odebrecht
- Las consultorías de la empresa Wesfield Capital, vinculadas al expresidente, Pedro Pablo Kuczynski
- El papel de las consorciadas peruanas con Odebrecht y los laudos arbitrales que los abogados hacían en favor de la empresa Brasileña.

A inicios del mes de marzo, cerró el acuerdo de colaboración eficaz con el empresario peruano-israelí, Josef Maiman, en el marco de las investigaciones por el delito de Lavado de Activos, Tráfico de Influencias y Colusión a Alejandro Toledo y la ruta del soborno que las empresas brasileñas le hacían al Expresidente de la República.
Ese mismo mes, ordenó la prisión preventiva y detención del empresario, Gonzalo Monteverde, Ejecutivo del Grupo Monteverde; de su esposa, María Isabel Carmona; de su socio, José Salinas y de dos colaboradores de su empresa. Los Tres primeros permanecen en calidad de prófugos de la justicia, mientras que los dos últimos fueron detenidos. Asimismo se allanaron las casas y oficinas de todos los involucrados. Acusados de Lavado de Activos y Colusión Agravado.
Debido a un interrogatorio fiscal en el marco de las campañas electorales del Año 2006 y 2011, envió un oficio al Fiscal Superior, Rafael Vela para que se abriera una investigación a la excongresista, Lourdes Flores, por el delito de Lavado de Activos relacionado con aportes de la empresa Odebrecht, dicha petición fue aceptada y quien realizara la investigación será su colega, el fiscal del equipo especial, Carlos Puma.
En el mes de abril, ordenó la detención preventiva del expresidente peruano Pedro Pablo Kuczynski, de su chofer y de su secretaria personal, acusados de Lavado de Activos, debido a las consultoría de la empresa Wesfield Capital con la Brasileña, Odebrecht, cuando el exgobernante se desempeñaba como presidente del Consejo de Ministros del expresidente, Alejandro Toledo, asimismo pidió el allanamiento del domicilio y las oficinas del exmandatario peruano.
También ordenó el impedimento de salida del país por 18 meses, para el expresidente del Parlamento y exministro del Interior, Luis Alva Castro, acusado de Lavado de Activos, relacionado con aportes de la Brasileña Odebrecht al Partido Aprista Peruano en el año 2006.
El fiscal Peréz también asumió la carpeta fiscal por lavado de activos del exministro de Producción y exsecretario del despacho presidencial del expresidente, Alan García, Luis Nava. Tras hallar índices de Lavado de Activos y Cohecho Pasivo, pidió el impedimento de salida del país del exsecretario y de su hijo; José Nava, gerente de Transportes "Don Reyna"; por haber recibido dinero de la Brasileña Odebrecht a través de contratos ficticios con Transportes "Don Reyna", el estudio de abogados, "Nava y Huesa" además de las Cuentas en la Banca Privada de Andorra, a nombre del exvicepresidente de la estatal Petro-Perú, Miguel Atala y su hijo; Samir Atala, con destinatario final que sería para el expresidente peruano Alan García.
El 17 de abril, ordenó la detención del expresidente peruano Alan García y de su entorno más cercano como el exministro de Transportes de su gobierno, Enrique Cornejo; el exministro de la Producción, Luis Nava Guibert; el exdirector de Petro-Perú, Miguel Atala; el exdirector de la Cámara autónoma del Tren Eléctrico, Oswaldo Plascencia, entre otras 4 personas. Todos Acusados de operar mediante una organización criminal dedicada al Lavado de Activos, Tráfico de Influencias y Cohecho para beneficiar a Odebrecht durante el segundo gobierno del Partido Aprista Peruano. Sin embargo, el expresidente de la República decidió tomar una fatal decisión y en medio del allanamiento en su vivienda, él se dirige a su habitación y se dispara en la cabeza con un arma de fuego luego es trasladado al hospital Casimiro Ulloa. El exgobernante Peruano, Alan García muere a las 10:15 tras sufrir tres paro cardiorrespiratorios.
Del 23 al 26 de abril, estuvo en Curitiba, Brasil interrogando al ex mandamás de la Brasileña Odebrecht en el Perú, Jorge Barata donde este último reveló:
- Los Pagos al Exministro de Producción, Luis Nava Guibert y al exvicepresidente de la Estatal, Petro-Perú, Miguel Atala como testaferros del fallecido expresidente, Alan García.
- Los Sobornos al expresidente, Alejandro Toledo por 31 millones de dólares, por la Carretera Interoceánica.
- Los diversos aportes de Campaña en el 2006 y 2011 a diversos partidos políticos:
  - Partido Aprista: 2006 - Luis Alva Castro, Expresidente del Congreso
  - Alianza Por el Gran Cambio: 2011- Susana de la Puente, ex embajadora del Reino Unido.
  - Perú Posible: 2011 - Abrahan Dan On, exjefe de seguridad de Alejandro Toledo
  - Fuerza Popular: 2011 - Jaime Yoshiyama y Augusto Bedoya, exministros del régimen fujimorista.
  - Partido Popular Cristiano: 2006 y 2010 - Horacio Canepa, ex árbitro de la Cámara de Comercio de Lima.
  - Partido Nacionalista: 2011, Nadine Heredia, ex primera dama.
- Los pagos ilícitos a los gobernadores regionales: Félix Moreno (Callao), Jorge Acurio (Cusco) y César Alvaréz (Ancash).
- Los 3 millones a la campaña de la no revocatoria de la exalcaldesa de Lima, Susana Villaran pedidos por el Ex Gerente Municipal, José Miguel Castro.
- Las consultorías del inversionista chileno, Gerardo Sepulveda (Caso PPK- Wesfield)
- El papel del consorcio CONIRSA en la Carretera Interoceánica; José y Hernando Graña, Fernando Camet y José Castillo Dibos.
- El Club de la Construcción y su operamiento durante el Gobierno de Ollanta Humala
- Los pagos en la Banca Privada de Andorra: Caso Alpha Consult y Gabriel Prado Ramos.
- Los Pagos a diversos Árbitros en litigios empresariales a través del árbitro de la Cámara de Comercio de Lima, Horacio Canepa.
- Los Pagos a Funcionarios del Ministerio de Transportes, Caso Metro de Lima (viceministro de Cuba y miembros del Comité de Licitación).
- Pagos a miembros de Proinversión

El 21 de abril ordenó la prisión preventiva del expresidente de la República, Pedro Pablo Kuczynski y de sus dos colaboradores (su secretaria y su chófer) además ordenó la misma medida para el inversionista chileno, Gerardo Sepúlveda. El Poder Judicial dictó 36 meses de Arresto Domiciliario para el expresidente y ordenó comparecencia restringida con impedimento de salida del país para su secretaria, Gloria Kisic y de su chófer, José Luis Bernaola.
El 28 de abril, ordenó la prisión preventiva de los 8 funcionarios del Segundo Gobierno del Fallecido Expresidente, Alan García, entre ellos estaban los exministros, Enrique Cornejo y Luis Nava Guibert. El exdirector de Petro-Perú, Miguel Atala, El Ex Director del Metro de Lima, Oswaldo Plascencia, dos funcionarios del MTC y los hijos de Nava y Atala. Durante las audiencias en el Poder Judicial, Los Atala y el Hijo de Luis Nava, José Nava Mendiola, se acogieron a la confesión sincera, y a cambio el Poder judicial dictó comparecencia restringida para Samir Atala y José Nava Mendiola, en el caso del exdirector de Petro-Perú, Miguel Atala se ordenó su arresto domiciliario. Al exministro, Luis Nava Guibert se le impuso prisión preventiva. Mientras que el Juez no aceptó la petición de Prisión Preventiva para el exministro, Enrique Cornejo y otros cuatro implicados en el caso, dejándolos con comparecencia restringida. Más tarde, el Fiscal pidió la incautación de dos celulares del Fallecido Líder Aprista.
En agosto, ordenó la prisión preventiva por 36 meses contra los exejecutivos de la empresa, Graña y Montero; José Graña y Hernando Graña, acusados de lavado de activos y tráfico de influencias; pero, en plena audiencia, este desistió del pedido al saber que ya eran colaboradores eficases con la Fiscal Geovana Mori en el Caso Gaseoducto del Sur. Lo que servirá para que los exejecutivos de la compañía den información sobre otras obras. Involucró a los casos IIRSA, Metro de Lima, Club de la Construcción y Gaseoducto del Sur.
En octubre, formalizo la investigación preparatoria contra el director del Banco Central de Reserva del Perú, José Chlimper, por los presuntos delitos de  lavado de activos, falsa declaración en procedimiento administrativo y fraude procesal en agravio del Estado tras haber participado en la campaña de Keiko Fujimori, se le acusa de haber dado información falsa a la ONPE y haber sobornado a un director de Radio Programas del Perú.
Ese mismo mes, tras la confesión sincera del exministro, Luis Nava Guibert, exsecretario del fallecido expresidente, Alan García, allanó la casa de Playa de la pareja del expresidente, Roxanne Cheesman, esto tras haberse revelado que fue adquirido con dinero ilícito de la Brasileña Odebrecht, al mismo tiempo pidió a la Fiscalía de Perdida de Dominio, incautar los bienes de Alan García, como un terreno en Las Casuarinas, la casa de playa de su expareja en "Los Cocos" y un embarcadero de Lujo en la Costa verde. Incluso incluyó a la última pareja de Alan García, Roxanne Cheesman, en la investigación por Lavado de Activos en la modalidad de ocultamiento.
Tres días después de la disolución del Parlamento, viajó a Sao Paulo para interrogar al exejecutivo, Jorge Barata, por los 71 codinomes que aparecieron en la planilla de operaciones estructuradas, solo pudo identificar algunos, entre ellos, se encontraban, algunos ex congresistas como Javier Velásquez Quesquén y Yehude Simon Munaro (Sipan); el exministro de Justicia, Aurelio Pastor (Pastor Alemán), los exalcaldes capitalinos; Luis Castañeda Lossio y Susana Villarán con la excongresista, Lourdes Flores (Camphana Regional); el expresidente, Alejandro Toledo (Oriente), etcétera.
En el mes de noviembre, pidió comparecencia restringida para el director del Banco Central de Reserva, José Chlimper, por diversos cargos de corrupción y Lavado de Activos que supuestamente realizó cuando era Secretario general del Partido, Fuerza Popular.
Ese mismo mes, interrogó a 15 empresarios, pertenecientes a la clase empresarial del Perú, por aportes irregulares al Partido Naranja, ejecutivos como Dionisio Romero (Credicorp) y Vito Rodríguez (Gloria) quienes aportaron al Partido de Keiko Fujimori en el 2011 y en el 2016.
En el mes de noviembre, tras la liberación de Keiko Fujimori, cito a diversos empresarios del Club de la Construcción, esto tras la revelación de Jorge Yoshiyama, quien declaró que varios empresarios de esta organización aportaron discretamente a la Campaña de 2011. Incluso el sobrino del Empresario, Juan Rasmmus Echecopar, declaró que también financió la campaña de 2011 y la de 2016.
Tras la grave situación de Keiko Fujimori, el fiscal Pérez, volvió a pedir la prisión preventiva de la lidereza de Fuerza Popular tras haber recabado varios indicios que probarian la tesis Fiscal del Ministerio Público. Incluso pidió la incorporación de Fuerza Popular a la presente investigación para futuras sanciones como su disolución, petición que fue aceptada.
Ese mismo mes, realizó dos allanamientos realizados a la investigación de Fuerza Popular, una de ellas fue la inspección a las oficinas de la empresa Claro ubicadas en el distrito de La Victoria. Y el otro allanamiento se realizó a las instalaciones principales de la Confiep en San Isidro. Tras ello, empezó a citar a 78 personas vinculadas a la investigación del Partido, Fuerza Popular.
En enero de 2020, el Fiscal pidió la incautación de tres inmuebles del prófugo empresario Gonzalo Monteverde, investigado en el caso Odebrecht y a sus empresas, según el Ministerio Público, el empresario y su esposa utilizaron las empresas para lavar más de 29 millones de Odebrecht ilícitamente.
El 27 de enero de 2020, logró que el Poder Judicial acepte el pedido de 15 meses de prisión preventiva a Keiko Fujimori. Una semana después, ordenó al Poder Judicial una Segunda orden de allanamiento contra el Local Principal de Fuerza Popular en el Centro de Lima. Petición aceptada por el Poder Judicial.
El 24 de enero de 2020, logró que el Poder Judicial ordene la detención del ex primer ministro y excongresista, Yehude Simon por 10 días, esto debido al Caso del Proyecto Olmos. Con él fue detenido el Jefe del Proyecto Olmos, Pablo Salazar Torres. Ambos son acusados de Lavado de Activos y Cohecho Pasivo por presuntos aportes de Odebrecht a la Campaña de Reelección del entonces gobernador en el año 2008.
El 26 de febrero de 2020, logró que el Poder Judicial ordene 2 meses de impedimento de Salida del País contra el Empresario e inversionista Chileno, Gerardo Sepulveda, quien regreso al Perú días antes. Esta medida fue avanzando a lo largo de los meses hasta que finalmente venció en el mes de diciembre de 2020, haciendo que el empresario chileno retorne a su país luego de haber declarado ante el Ministerio Público en varias oportunidades por sus nexos con la empresa Odebrecht.
Ese mismo día, pidió que el congresista de Alianza para el Progreso, Humberto Acuña, no pueda salir del país por 18 meses, petición que no fue evaluada debido a que asumió funciones congresales teniendo inmunidad que tendrá que ser levantada por la Corte Suprema.
En mayo de 2020, logró que el Poder Judicial amplie la orden de prisión preventiva por 12 meses en contra del exasesor de Keiko Fujimori, Pier Figari.
En junio de 2020, amplio la investigación preparatoria por el Caso de la Interoceánica Tramo Norte en contra del expresidente de la República Pedro Pablo Kuczynski; el ex primer ministro, René Cornejo Díaz; el expresidente del congreso, Carlos Ferrero Costa; los exministros, Alfredo Ferrero Diez Canseco, José Javier Ortiz Rivera y el excongresista, Juan Sheput Moore, quienes, según la fiscalía, integraron el Consejo Directivo de Proinversión. Asimismo contra otros funcionarios que participaron en la licitación de la obra.
En agosto de 2020, abrió una investigación preliminar contra los exministros de Alejandro Toledo por el Caso de la Carretera Interoceánica, entre ellos están el expresidente Pedro Pablo Kuczynski, los exjefes de Gabinete Ministerial: René Cornejo y Fernando Zavala, el exministro de Justicia, Fernando Olivera, el expresidente del Congreso, Carlos Ferrero, etc. En donde son acusados de haberse coludido con funcionarios de Odebrecht para sacar ventaja a la licitación de la Carretera Interocenica apoyando el soborno al expresidente, Alejandro Toledo.
Ese mismo mes, abrió una investigación preliminar contra el excandidato presidencial, Julio Guzmán, por el delito de Lavado de Activos en relación con su última campaña presidencial.
Tras la salida del Fiscal del Caso Lava Jato, Carlos Puma. José Domingo Pérez asumió la investigación relacionada con la exalcaldesa Susana Villaran, y a sus funcionarios municipales, también asumió la investigación de allegados a la entonces alcaldesa, como los exministros, Jorge Nieto Montesinos, Anel Towsend y la ex congresista, Marisa Glave.
Ante ello, las investigaciones por aporte de campaña en el Caso de Julio Guzmán, Alejandro Toledo (Abrahan Dan On), Pedro Pablo Kuczynski (Susana de la Puente) y el Partido Aprista (Luis Alva Castro) pasan a manos del Fiscal Walter Villanueva, mientras que la investigación sobre la IIRSA-Sur (Colusión-Ministros) paso a manos del Fiscal Germán Juárez y la del Metro de Lima (Jorge Cuba y exfuncionarios) paso a manos de la Fiscal Geovana Morí.
En septiembre del 2020, pidió que el Poder Judicial dicte una medida de impedimento de Salida del País contra el exministro del régimen fujimorista y ex secretario del Partido Fuerza Popular, Jaime Yoshiyama, debido a que se había vencido la orden de arresto domiciliario que mantenía.
En diciembre del 2020, amplio la investigación contra Keiko Fujimori, y otras personas de su entorno, atribuyendo responsabilidad penal para el banquero, Dionisio Romero Paoletti, que reveló haberle dado millonarias cantidades de dinero a la excandidata presidencial para su campaña electoral del 2011 y del 2016.
En enero del 2021, interrogo por videoconferencia para al brasileño, Fernando Migliaccio, exdirectivo de la División de Operaciones Estructuradas de la empresa Odebrecht, quien reveló más detalles acerca de las entregas de dinero a la exalcaldesa, Susana Villarán.
En febrero del 2021, logró que el Poder Judicial ordene 8 meses de Impedimento de Salida del País contra el hija de Luis Nava Guibert, José Nava Mendiola, además de Carlos Nava Guibert, hermano de Luis Nava, y Rodrigo Pérez Albela, extrabajador de la empresa Transportes Don Reyna, por el presunto delito de lavado de activos con agravante de ser cometido en organización criminal, en agravio del Estado, esto tras la investigación contra la Familia Nava además de los nexos con la empresa Odebrecht y Transportes Don Reyna.
En 2024, Pérez volvió al caso Alan García para extraer información de los celulares del difundo expresidente.

### Solicitud de medidas cautelares de la CIDH
En 2021, el fiscal consiguió solicitar las medidas de protección de la CIDH tras investigar la crisis electoral de 2021. Las medidas fueron ratificadas en 2023. Durante este período, Domíngo Pérez fue objeto de amenazas por parte de grupos radicales, como La Resistencia. En 2024, la autoridad presentó una denuncia contra el colectivo tras un ataque sufrido.
En 2025, supuestamente fue acosado por periodistas de Willax Televisión para que admitiera haber cometido actos que él negó, y fue grabado sin su consentimiento. Por su parte, la Autoridad Nacional de Control, dirigida por Fernández Jerí, lo suspendió, pero lo readmitió tras presentar un recurso de apelación.

## Controversias

### Sobre el Moqueguazo
Medios locales acusaron de supuestamente no haber formalizado denuncia alguna contra el entonces dirigente Martín Vizcarra por los acontecimientos de violencia que paralizaron el departamento de Moquegua en 2008, dejando afuera a los líderes de la insurrección.

### Caso Chincheros
Entre 2016 y 2018 su esposa, Vannesa Medina Muñoz, fue asignada como coordinadora de compras corporativas del organismo público adscrito Perú Compras, dependiente del Ministerio de Economía y Finanza durante la gestión de la ministra Claudia Cooper y la presidencia de Pedro Pablo Kuczynski —sucedida luego por Martín Vizcarra—. En este período estalló el escándalo de corrupción del Aeropuerto Internacional de Chinchero y Domingo Pérez en vez de excluirse al tener a su cónyuge introducida en el escándalo decidió formar parte del equipo de investigación y no mostró ninguna oposición al momento del archivamiento del caso por el entonces fiscal de la nación Pablo Sánchez Velarde.

### Declaraciones sobre el conflicto armado interno
En 2018, el fiscal José Domingo Pérez generó controversia al referirse a la lucha del Estado contra los grupos terroristas como una «guerra civil». Sus declaraciones, formuladas en el marco de un evento público desde México, motivaron que congresistas como Jorge del Castillo y Carlos Tubino presentaran una denuncia ante la Comisión de Defensa del Congreso por supuesta apología al terrorismo. El incidente generó un fuerte rechazo entre parlamentarios fujimoristas, quienes, a través de Marco Miyashiro, lo acusaron de «[hablar] como un defensor de los terroristas».
Ante esta situación, el Ministerio Público inició las investigaciones correspondientes para que Pérez explicara el contexto y los argumentos que respaldaban sus afirmaciones. El caso fue reabierto un año después, con el fiscal reiterando su posición y aclarando que sus palabras no buscaban menospreciar la memoria del conflicto interno ni a las víctimas del terrorismo.
Aquella la controversia generó un debate público sobre la pertinencia del uso de terminología bélica al referirse a la lucha contra el terrorismo, así como sobre la libertad de expresión de los funcionarios públicos. Gino Costa, legislador no agrupado, sostuvo que el fiscal empleó indebidamente las expresiones para «referirse al terrorismo». Sin embargo, también observó que Fuerza Popular junto al APRA buscaron exagerar la situación «para distraerlo de sus tareas [de fiscal] y traer [a la fuerza] al Congreso». El columnista  Oscar Rosales Krumdieck, de Perú 21, mencionó el incidente como un ejemplo de terruqueo por parte de Marco Miyashiro.

### Declaraciones sobre extradición de Alejandro Toledo
En 2023, el Ministerio Público, liderada por Patricia Benavides, abrió una investigación contra Domingo Pérez luego de dar declaraciones contra el proceso de extradición del expresidente Alejandro Toledo a cargo de Benavides. El fiscal señaló en Canal N que existió una campaña para hostigarlo hacia él y sus compañeros contra la labor de Benavides. Días después, ante respuesta de un eventual acoso, la fiscal de la Nación alertó que «quienes hoy levantan su voz dentro de nuestra institución tendrán que demostrar lo que afirman y hacerse responsables por sus mentiras»; el resultado fue un proceso disciplinario contra Pérez por «faltar el respeto» en la labor de Benavides. El exrelator para la Libertad de Expresión de la CIDH, Edison Lanza, criticó la falta de fundamentación en las medidas dictadas contra Pérez y su compañero Rafael Vela. Con el escándalo de corrupción en el Ministerio Público, Domingo Pérez comparó Patricia Benavides con Blanca Nélida Colán.

### Declaraciones de Jaime Villanueva
En las declaraciones brindadas por Jaime Villanueva replicadas por Willax Televisión, éste sindicó que el periodista Gustavo Gorriti era el que dirigía las investigaciones de Rafael Vela y Domingo Pérez en el Caso Cócteles. Además, Villanueva declaró que él fue quien seleccionó a Domingo Pérez y que este aceptó entrar con la condición de que su bono como fiscal anticorrupción se mantenga por lo que «tuvieron que hacer una serie de malabares administrativos para que el señor vaya con su bono».